# Korukollu
Korukollu är en ort i Indien.   Den ligger i distriktet Krishna och delstaten Andhra Pradesh, i den södra delen av landet, 1 400 km söder om huvudstaden New Delhi. Korukollu ligger 6 meter över havet och antalet invånare är 8 543.
Terrängen runt Korukollu är mycket platt. Runt Korukollu är det tätbefolkat, med 397 invånare per kvadratkilometer. Närmaste större samhälle är Ākivīdu, 16,7 km nordost om Korukollu. Trakten runt Korukollu består till största delen av jordbruksmark.